# Sanni Franssi
Sanni Maija Franssi (født 3. september 1995) er en finsk fodboldspiller, der spiller for angriber Fortuna Hjørring i Elitedivisionen og Finlands kvindefodboldlandshold.